# Estación de Barbantes
Barbantes es una estación ferroviaria situada en el municipio español de Cenlle en la provincia de Orense, comunidad autónoma de Galicia. No dispone de servicio de viajeros desde el 17 de marzo de 2020, como consecuencia de la supresión de servicios ferroviarios debida a la pandemia de COVID-19.

## Situación ferroviaria
La estación se encuentra en el punto kilométrico 59,244 de la línea férrea de ancho ibérico que une Monforte de Lemos con Redondela a 93 metros de altitud, entre las estaciones de Orense y Ribadavia. El tramo es de vía única y está electrificado.

## Historia
La estación fue inaugurada el 18 de junio de 1881 con la aperta del tramo Orense-Arbo de la línea que pretendía unir Vigo con Monforte de Lemos. Su explotación inicial quedó a cargo de la Compañía del Ferrocarril de Medina a Zamora y de Orense a Vigo. Dicha gestión se mantuvo hasta 1928 cuando fue absorbida por la Compañía Nacional de los Ferrocarriles del Oeste de España, compañía pública creada para gestionar varios trazados, en general deficitarios, del oeste del país. En 1941, Oeste fue unas las empresas que se integró en la recién creada RENFE.
Desde el 31 de diciembre de 2004 Renfe Operadora explota la línea mientras que Adif es la titular de las instalaciones ferroviarias.

## La estación
Está situada a orillas del río Miño como gran parte de las estaciones de este tramo. Su edificio para viajeros es una amplia estructura de base rectangular y planta baja. Dispone de dos andenes (uno lateral y otro central) al que acceden tres vías. El andén central es tan estrecho que realmente no tiene uso por parte de los viajeros. 

## Servicios ferroviarios
La estación no dispone de servicios ferroviarios de viajeros que presten servicio desde el 17 de marzo de 2020. Anteriormente, realizaban parada los servicios de Media Distancia de Renfe que circulaban entre Orense y Vigo.